# Pere Patau
Pere Patau (Bolquera, 1864 - Perpinyà, 6 de març del 1941) va ser un bisbe auxiliar de Perpinyà.

## Biografia
Va ser ordenat sacerdot el 23 de juliol del 1888. Després de ser rector d'Argelers, fou superior del col·legi de Sant Lluís Gonçaga de Perpinyà. Va ser vicari general de la diòcesi de Perpinyà el 1915, quan n'era bisbe Carsalade du Pont; i el 2 de juliol de 1925 fou fet coadjutor de Perpinyà amb el títol honorífic de "bisbe in partibus de Torona" (l'extinta seu Toronensis, a Macedònia, fou revitalitzada nominalment entre 1740 i 1941 per a la concessió del títol honorífic de bisbe). Encara fou nomenat vicari capitular el 1932. Excel·lí com a predicador en català i en francès. Dimití el 29 de desembre del 1932 i el 1934 es retirà a Codalet, però encara predicà exercicis espirituals a diverses diòcesis franceses.
La seva població natal li dedicà la plaça "Pierre Patau".

## Obres
- A propos de l'Étude du Catalan, article a Semaine réligieuse du Perpignan 24 (13 de juny del 1914)